# Vasrock
A Vasrock Riskó Géza második könyve, mely az Edda Művekről szól, 1987-ben jelent meg. Ott folytatja az Edda-sztorit, ahol az előző könyv abbahagyta: 1983-ban. Stílusában hasonló, szintén riportkönyves jellegű, olykor-olykor személyes élményekkel színesített beszámolókkal tarkítva. A könyv végén 150 kérdés – 750 válasz címmel egy kérdésözön is található, melyet az Edda akkori öt tagjához intéztek. A könyv története 1987 márciusával záródik, nagyjából a hatos lemez kiadásának idején.

## Összefoglaló
|  | Alább a cselekmény részletei következnek! |

A könyv első része (Előhangforrás) felidézi, hogy milyen körülmények között nőttek fel a második világháború után született gyerekek, és mi volt az, ami közvetlenül a zene felé terelte őket. Ebből kifejezetten kifejti az Edda létrejöttét, átalakulását, majd pedig feloszlását.
Az első fejezet (Elhagyom a várost) egy gyors áttekintést ad az Edda 1973 és 1983 közötti történetéről. Ezután megkísérli megmagyarázni a bomlás okait és körülményeit. Ehhez egy ponton hozzákapcsolódik az első interjú, mely Pataky Attilával készült. Attis mesél a Slamóval való viszonyáról, a búcsúkoncertről, és Almási Tamás botrányfilmjéről. Ezután a "másik fél", Slamovits István kapja meg a szólás jogát. Ő is kifejti a bomlás körülményeiről alkotott véleményét, valamint beszámol saját megbukott szólókarrierjéről. Ezután olvasható egy kissé zavarosnak ható levél, melyet Slamó utólag csatolt a beszélgetés szövegéhez (ebben saját lelkivilágának kivetülése olvasható). Végül olvashatunk a négy korábbi tagról is: Csapó György (Buksi), Barta Alfonz (Talfi), Zselencz László (Zsöci), és Fortuna László (Tüsi) sorsáról.
A második fejezet (Az Edda én vagyok) az 1984-es eseményekről szólt: a norvégiai vendéglátózás körülményeiről mesél benne Attis. Ezután arról számol be, hogyan kereste Pataky és Fortuna (a két megmaradt ember) a megfelelő új tagokat. Ezután az akkori felállás tagjaival következik egy-egy rövid interjú: Csillag Endre (Csuka), Mirkovics Gábor (Zserbó), Gömöry Zsolt (Göme), Donászy Tibor (Tipcsi). Végezetül megszólal Felvinczs Attila, az Edda akkori koncertmenedzsere.
A harmadik fejezet (Tágul a világ) először beszámol arról, hogy az Edda-tábor hűséges lett a zenekarhoz, majd idéz a könyv néhány levelet, melyet a rajongók írtak. Majd egy összefoglaló következik egy sajátos fellépésről: a márianosztrai börtönben léptek fel az Eddások. Majd különleges koncertek beszámolói következnek: az Edda mint Rod Stewart és a Deep Purple előzenekara, fellépések Jugoszláviában, valamint a miskolci Lenin Kohászati Művek hatalmas csarnokában, akkoriban egyedülálló módon.
A könyv legvégén diszkográfia található, az 1987-ig megjelent nagylemezek és kislemezek ismertetőjével. Legvégül 150 kérdés és 750 felelet olvasható, a zenekarnak feltett kérdésekből.
|  | Itt a vége a cselekmény részletezésének! |